# Theerachai Ngamcharoen
Theerachai Ngamcharoen (thailändisch ธีรชัย งามเจริญ, * 5. Juli 1983 in Sisaket) ist ein ehemaliger thailändischer Fußballspieler.

## Karriere
Seinen ersten Vertrag unterschrieb Theerachai Ngamcharoen 2008 beim damaligen Erstligisten TOT CAT in Bangkok. Hier stand er bis 2010 58-mal für den Club in der Thai Premier League auf dem Spielfeld. 2011 wechselte er nach Sisaket zum Ligakonkurrenten Sisaket FC. Muangthong United nahm ihn 2013 für eine Saison unter Vertrag. Für Muangthong spielte er einmal in der Ersten Liga. 2014 ging er nach Chainat und schloss sich dem ebenfalls in der Ersten Liga spielenden Chainat Hornbill FC an. Nach Sisaket kehrte er 2015 zurück. 51-mal stand er bis Ende 2017 für Sisaket auf dem Spielfeld.
Am 21. November 2017 wurde Theerachai Ngamcharoen in mehreren Ligaspielen der Spielmanipulation beschuldigt. Er wurde von der königlichen thailändischen Polizei verhaftet und für immer vom Fußball ausgeschlossen.